# Шеврије
Шеврије (фр. Chevrier) насеље је и општина у источној Француској у региону Рона-Алпи, у департману Горња Савоја која припада префектури Сен Жилијен ан Женвоа.
По подацима из 2011. године у општини је живело 425 становника, а густина насељености је износила 79,44 становника/km². Општина се простире на површини од 5,35 km². Налази се на средњој надморској висини од 483 метара (максималној 932 m, а минималној 332 m).

## Демографија
| 1962. | 1968. | 1975. | 1982. | 1990. | 1999. | 2011. |
| ----- | ----- | ----- | ----- | ----- | ----- | ----- |
| 170   | 182   | 182   | 203   | 221   | 306   | 425   |

График промене броја становника у току последњих година